# Phân lớp Kim lũ mai
Phân lớp Kim lũ mai (danh pháp: Hamamelididae hay ở dạng không được công nhận là Hamamelidae) là một danh pháp khoa học ở cấp độ phân lớp. Hệ thống được nhiều người biết đến có sử dụng các tên gọi như thế là hệ thống Cronquist, mặc dù trong dạng phát âm không được công nhận là Hamamelidae. Trong phiên bản gốc năm 1981 của hệ thống này thì định nghĩa phân lớp này là:
- Phân lớp Hamamelidae
bộ Trochodendrales
bộ Hamamelidales
bộ Daphniphyllales
bộ Didymelales
bộ Eucommiales
bộ Urticales
bộ Leitneriales
bộ Juglandales
bộ Myricales
bộ Fagales
bộ Casuarinales

Một thực tế cho bất kỳ tên gọi khoa học nào trong thực vật học là định nghĩa của phân lớp này sẽ thay đổi theo hệ thống phân loại được sử dụng; yêu cầu duy nhất là nó phải bao gồm họ Kim lũ mai (Hamamelidaceae). Hệ thống APG II, được chấp nhận sử dụng trong Wikipedia khi viết về phân loại thực vật, vì thế trong các bài viết tại Wikipedia sẽ không dùng các tên gọi hình thức ở cấp độ cao hơn bộ: Trong Wikipedia tên gọi này về mặt phân loại học là không được định nghĩa. APG II đặt phần lớn các đơn vị phân loại vào trong phân nhóm Hoa hồng (rosid).

## Lưu ý
Trong một số tài liệu về thực vật của Việt Nam gọi phân lớp này là phân lớp Sau sau, lấy theo tên loài sau sau (Liquidambar formosane), hiện nay được sắp xếp lại và thuộc họ Tô hạp (Altingiaceae), bộ Tai hùm. Rõ ràng tên gọi phân lớp sau sau là thiếu chính xác, trong khi chi cơ bản để có dẫn xuất của tên gọi cho phân lớp này là chi Hamamelis (các loài cây kim lũ mai).